# عمر بيكلز
عمر بيكلز (بالإنجليزية: Omar Beckles)‏ هو لاعب كرة قدم بريطاني، ولد في 25 أكتوبر 1991 في Kettering ‏ في المملكة المتحدة. لعب مع شروزبري تاون.

## وصلات خارجية
- عمر بيكلز على موقع قاعدة بيانات كرة القدم.إي يو (الإنجليزية)
- عمر بيكلز على موقع ناشيونال فوتبول تيمز (الإنجليزية)
- عمر بيكلز على موقع Soccerbase.com (لاعب) (الإنجليزية)
- عمر بيكلز على موقع Soccerway.com (الإنجليزية)